# Meliphaga aruensis
Meliphaga aruensis là một loài chim trong họ Meliphagidae.